# Knebelbart

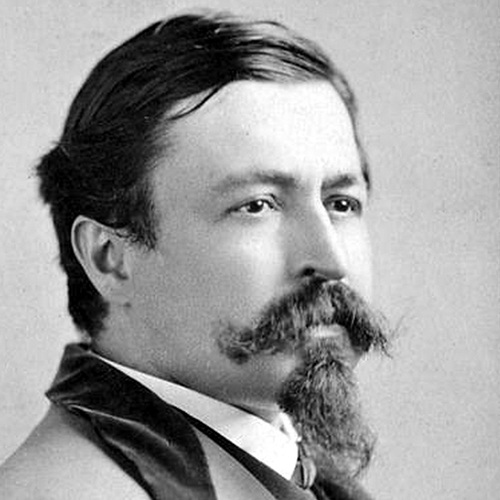

Der Knebelbart oder osirischer Bart, auch nach dem gleichnamigen italienischen König und Bartträger Victor-Emanuel-Bart (italienisch: pizzetto), auch Musketierbart bzw. im englischsprachigen Raum nach dem flämischen Maler Van Dyke beard oder kurz Vandyke genannt, ist eine Bartform, bei der ein Kinnbart mit einem gezwirbelten Schnurrbart kombiniert wird.

## Geschichte
Er war nach der spanischen Mode gegen Ende des 16. Jahrhunderts bis zur Mitte des 17. Jahrhunderts weit verbreitet und wurde von Napoléon III. im 19. Jh. wieder aufgenommen. Am beliebtesten war diese Barttracht neben den Spaniern auch bei den Niederländern. Er war vor allem bei den zum Ende des 16. Jh. geborenen Menschen aus Hochadelskreisen oder hochangesehenen Geistlichen sehr begehrt. Anfänglich noch im Zusammenhang mit aufgelocktem und dichtem Haupthaar getragen, behielt man das Tragen des Knebelbartes später mit lang und offen getragenen Haaren bei.
In Adelungs Grammatisch-kritischem Wörterbuch der Hochdeutschen Mundart von 1796 heißt es, dass er „ehedem sehr üblich war, noch jetzt von den Husaren und manchen andern Kriegesvölkern getragen wird, und ehedem auch Gran genannt wurde“. Die Bezeichnung stammt aus dem Vergleich der beiden gedrehten Schnurrbartseiten mit einem Trensenknebel. Zur Pflege wurde laut Johann Georg Krünitz ein „auf besondere Art zubereitete[s] und geschwärzte[s] Wachs, den Knebelbart damit zu bestreichen, und ihm seine gehörige Gestalt zu geben“, das sogenannte „Knebel-Wachs“, benutzt.

## Bekannte Träger
- Anthonis van Dyck, flämischer Maler und Grafiker
- Buffalo Bill, US-amerikanischer Bisonjäger
- Ferdinand II., Römisch-deutscher Kaiser
- Ferdinand III., Römisch-deutscher Kaiser
- Friedrich V., König von Böhmen und Kurfürst von der Pfalz
- Friedrich Heinrich, Statthalter der Vereinigten Niederlande
- Georg Wilhelm, Kurfürst von Brandenburg
- Cornelis de Graeff, niederländischer Staatsmann und Diplomat
- Gustav II. Adolf, König von Schweden
- Gerrit van Honthorst, niederländischer Maler
- Karl I., König von England, Schottland und Irland
- Karl IX., König von Schweden
- Ludwig XIII., König von Frankreich und Navarra
- Maximilian I., Kurfürst von Bayern
- Napoleon III. Kaiser der Franzosen
- Kardinal Mazarin, französischer Diplomat und Kardinal
- Philipp III., König von Spanien
- Philipp IV., König von Spanien
- Kardinal Richelieu, französischer Aristokrat und Staatsmann
- Diego Velázquez, spanischer Porträtmaler
- Wallenstein, Oberbefehlshaber der kaiserlichen Armee im Dreißigjährigen Krieg
- Wilhelm II., deutscher Kaiser (Nur nach dessen Abdankung im niederländischen Exil[5])